# Costantino Nigra

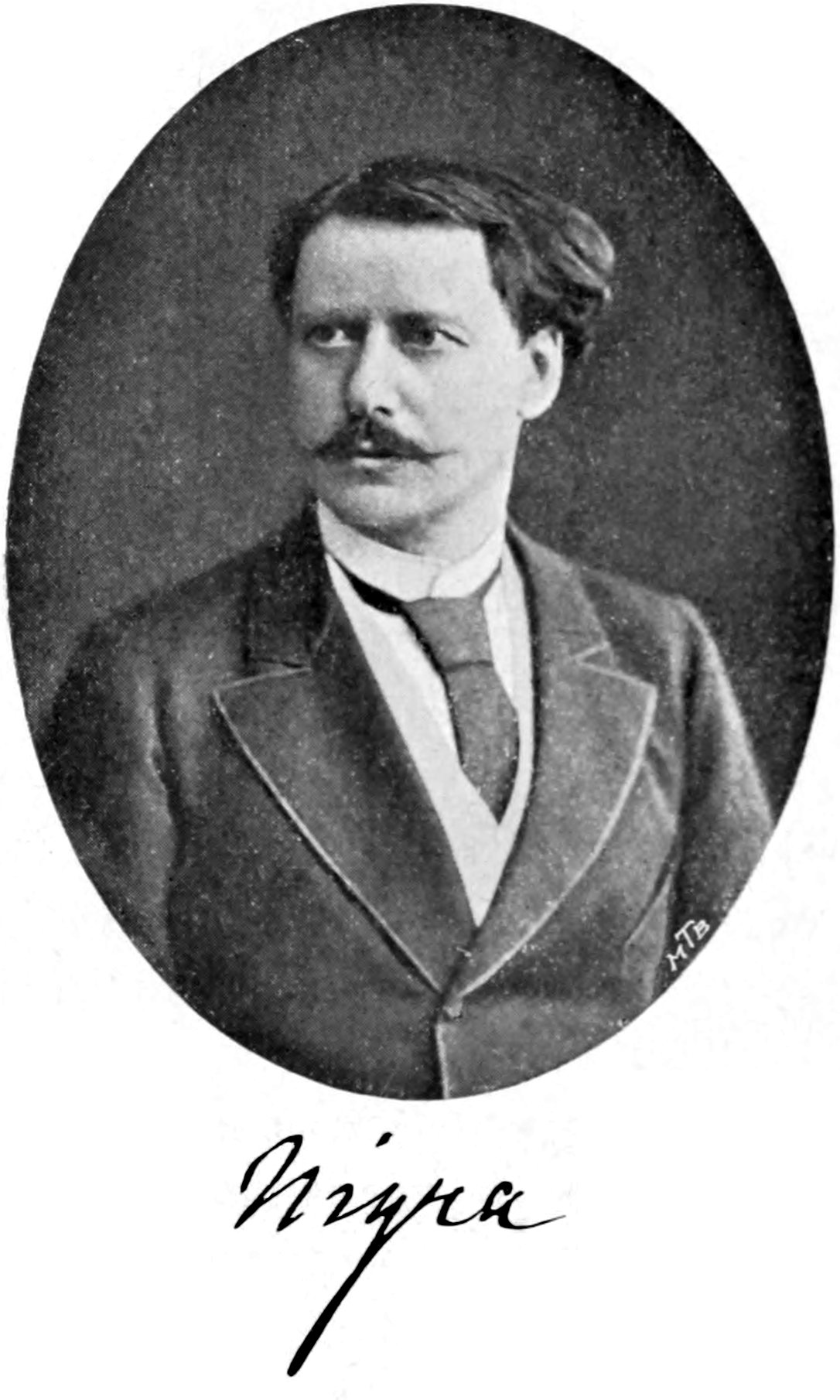
Costantino Nigra

Graf Costantino Nigra (* 11. Juni 1828 in Villa Castelnuovo; † 1. Juli 1907 in Rapallo) war ein italienischer Diplomat und Staatsmann.

## Leben
Costantino Nigra wurde 1828 bei Ivrea geboren, studierte Rechtswissenschaften in Turin und trat 1848 als Freiwilliger in die Armee ein. Bei Rivoli schwer verwundet, schlug er eine diplomatische Laufbahn ein und erhielt unter Massimo d’Azeglio eine Anstellung im sardinischen Außenministerium. Als Sekretär begleitete er Camillo Benso di Cavour 1855 bei den Besuchen des Königs in Paris und London und als Chef der Gesandtschaftskanzlei 1856 zu den Friedenskonferenzen nach Paris. Er blieb bis 1876 in Paris, erst als Geschäftsträger, dann als bevollmächtigter Minister gegenüber der französischen Regierung. Er vertrat dort bis zum Sturz des Kaiserreichs die italienischen Interessen und gehörte zu den Vertrauten des kaiserlichen Hofes und galt namentlich als ein Günstling der Kaiserin. Auch unter der Republik blieb er in Paris und wurde erst 1876 nach dem Fall der Regierung Minghetti als Botschafter nach Sankt Petersburg, 1882 nach London und 1885 nach Wien versetzt. 1882 zum Grafen erhoben, und im Dezember 1890 zum Senator ernannt, ging er 1904 in den Ruhestand.

## Veröffentlichungen
Nigra machte sich auch literarisch durch Schriften über italienische Dialekte und Volkspoesie bekannt.
- Canti popolari del Piemonte. Turin 1888
- Glossae hibernicae veteres der Turiner Handschrift. Paris 1869